# Juanjo Guarnido
Juanjo Guarnido (Granada, 1º gennaio 1967) è un illustratore, fumettista e animatore spagnolo.
Guarnido studiò presso la scuola d'arte di Granada, lavorando poi per alcune pubblicazioni Marvel. Nel 1990 si sposta fino a Madrid lavorando per lo studio di animazione Lapiz Azul; è in questo periodo che fa la conoscenza dello sceneggiatore Juan Díaz Canales. Nel 1993 giunge alla Walt Disney Studios in Montreuil, dove lavora come animatore capo per il personaggio di Sabor del film Tarzan
Dopo il lavoro alla Disney, Juanjo contatta Juan Diaz Canales; i due lavorano insieme cercando di proporre pubblicazioni a fumetti alle case editrici francesi. Per l'editore Dargaud realizzano Blacksad, pubblicato dal 2000.